# Championnats d'Europe de nage en eau libre 2011
Navigation
2008 2012
La 5e édition des Championnats d'Europe de nage en eau libre se déroule du 7 au 11 septembre 2011 à Eilat en Israël. Traditionnelle ville étape de la Coupe d'Europe de nage en eau libre depuis 2009, Eilat accueille pour la première fois le championnat continental remis au goût du jour en 2008 après une parenthèse de quinze ans. Plus encore, Israël organise le premier championnat international de natation majeur de son histoire. Les compétitions ont lieu au large de la cité balnéaire israélienne, en mer Rouge.
Tandis que la Ligue européenne de natation a officialisé la tenue de cette compétition en septembre 2011 lors de la réunion de son Congrès annuel, les 28 et 29 mai 2010 à Limassol sur l'île de Chypre, c'est en août 2010, en marge des Championnats d'Europe de natation 2010 se tenant à Budapest en Hongrie, que la LEN attribue à l'Association israélienne de natation l'organisation du rendez-vous. Comme également annoncé lors du congrès de Limassol, cette édition 2011 inaugure la nouvelle périodicité de cette compétition appelée à être disputée toutes les années impaires, en alternance avec les Championnats d'Europe de natation.
Un mois et demi après les Championnats du monde 2011 organisés à Shanghai, où les nageurs européens avaient remporté la majorité des récompenses, l'Italie domine largement les épreuves d'Eilat. Avec cinq médailles sur sept épreuves, les nageurs transalpins permettent à l'Italie de terminer première du tableau final des médailles. Meilleure nation planétaire en juillet, l'Allemagne se place au second rang de ce classement dans lequel dix délégations médaillées figurent. Au « Trophée des championnats », classement par points, l'Italie domine la Russie et la France.

## Délégations
49 hommes et 41 femmes représentant vingt des 51 fédérations membres de la LEN participent aux Championnats d'Europe 2011, des données en recul par rapport à l'édition 2008.
| Pays - Total (hommes + femmes) - Allemagne 10 (7 + 3) - Autriche 1 (1 + 0) - Belgique 1 (1 + 0) - Bulgarie 1 (1 + 0) - Croatie 2 (0 + 2) - Espagne 7 (3 + 4) - France 7 (5 + 2) | - Grèce 2 (1 + 1) - Hongrie 3 (2 + 1) - Irlande 1 (1 + 0) - Israël 8 (4 + 4) - Italie 15 (9 + 6) - Pologne 1 (0 + 1) - Portugal 4 (3 + 1) - République tchèque 6 (3 + 3) | - Royaume-Uni 2 (0 + 2) - Russie 11 (5 + 6) - Slovénie 1 (0 + 1) - Suisse 1 (0 + 1) - Turquie 2 (1 + 1) - Ukraine 4 (2 + 2) |

## Podiums
| Épreuves                         | Or                                                             | Argent                                                             | Bronze                                                                       |
| Femmes                           | Femmes                                                         | Femmes                                                             | Femmes                                                                       |
| -------------------------------- | -------------------------------------------------------------- | ------------------------------------------------------------------ | ---------------------------------------------------------------------------- |
| 5 km contre-la-montre            | Rachele Bruni (ITA) 55 min 51 s 0                              | Jana Pechanová (CZE) 57 min 6 s 0                                  | Coralie Codevelle (FRA) 57 min 16 s 7                                        |
| 10 km                            | Martina Grimaldi (ITA) 2 h 0 min 18 s 6                        | Rachele Bruni (ITA) 2 h 0 min 19 s 2                               | Nadine Reichert (GER) 2 h 0 min 20 s 0                                       |
| 25 km                            | Alice Franco (ITA) 5 h 26 min 23 s 6                           | Margarita Domínguez (ESP) 5 h 26 min 42 s 7                        | Jana Pechanová (CZE) 5 h 26 min 44 s 2                                       |
| Hommes                           |                                                                |                                                                    |                                                                              |
| 5 km contre-la-montre            | Simone Ercoli (ITA) 53 min 34 s 9                              | Jan Wolfgarten (GER) 53 min 39 s 0                                 | Michael Dmitriev (ISR) 54 min 3 s 5                                          |
| 10 km                            | Thomas Lurz (GER) 1 h 53 min 18 s 2                            | Vladimir Dyatchin (RUS) 1 h 53 min 20 s 0                          | Igor Snitko (UKR) 1 h 53 min 21 s 5                                          |
| 25 km                            | Brian Ryckeman (BEL) 5 h 5 min 2 s 2                           | Petar Stoychev (BUL) 5 h 5 min 6 s 6                               | Joanes Hedel (FRA) 5 h 5 min 18 s 3                                          |
| Mixte                            |                                                                |                                                                    |                                                                              |
| 5 km par équipe contre-la-montre | Italie Simone Ercoli Luca Ferretti Rachele Bruni 56 min 12 s 4 | Allemagne Hendrik Rijkens Rob Muffels Svenja Zihsler 57 min 15 s 2 | France Sébastien Fraysse Damien Cattin-Vidal Coralie Codevelle 57 min 41 s 1 |

## Tableau des médailles
| Rang  | Nation             | Or | Argent | Bronze | Total |
| ----- | ------------------ | -- | ------ | ------ | ----- |
| 1     | Italie             | 5  | 1      | 0      | 6     |
| 2     | Allemagne          | 1  | 2      | 1      | 4     |
| 3     | Belgique           | 1  | 0      | 0      | 1     |
| 4     | République tchèque | 0  | 1      | 1      | 2     |
| 5     | Bulgarie           | 0  | 1      | 0      | 1     |
| 5     | Espagne            | 0  | 1      | 0      | 1     |
| 5     | Russie             | 0  | 1      | 0      | 1     |
| 8     | France             | 0  | 0      | 3      | 3     |
| 9     | Israël             | 0  | 0      | 1      | 1     |
| 9     | Ukraine            | 0  | 0      | 1      | 1     |
| Total | Total              | 7  | 7      | 7      | 21    |